# Кламси (Ньевр)
Кламси́ (фр. Clamecy) — город-коммуна во Франции. Расположен в департаменте Ньевр региона Бургундия и является административным центром одноимённого кантона и округа. Площадь коммуны составляет 30,26 км². 
Город находится на севере департамента Ньевр, в 40 километрах южнее города Осер и на 70 километров севернее Невера, на берегу реки Йонна. Центральная, старинная часть Кламси лежит на скалистом плато, простирающемся над рекой. Мимо города проложен канал Ниверне, соединяющий города Осер на Йонне и Десиз на Луаре. На своём пути канал пересекает также горный массив Морван.
Кламси впервые письменно упоминается в 634 году под именем Clamiciacus. Во время Столетней войны, в XIV веке, был полностью разрушен. С XVI и вплоть до начала XX столетия город процветал; основой его доходов был сплав древесного сырья, поставляемого из лесов гористого Морвана, по реке Йонне в Париж. Последняя подобная партия на плотах была отправлена в 1920-е годы.
Кламси известен как родина писателей Клода Тилье и Ромена Роллана, который поместил здесь действие исторической повести «Кола Брюньон». Эта повесть, в свою очередь, послужила основой для советской оперы «Мастер из Кламси».

## Города-партнёры
- Гельнхаузен (Германия)
- Гран-Пиль (Канада)